# Bảo hiểm động đất

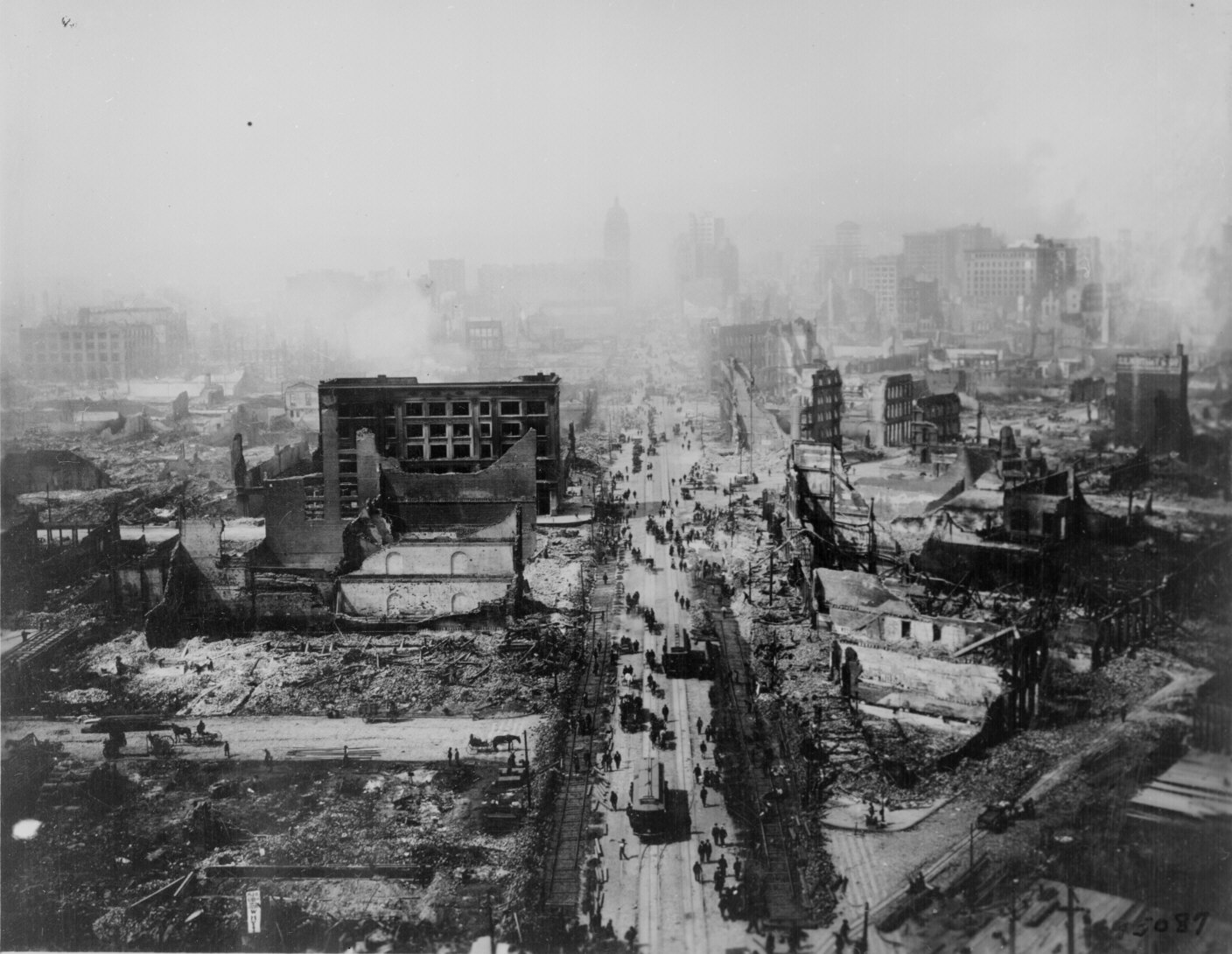
Động đất San Francisco 1906

Bảo hiểm động đất là một hình thức bảo hiểm tài sản mà phải trả tiền cho khách hàng bảo hiểm trong trường hợp một trận động đất xảy ra gây thiệt hại đến tài sản. Thông thường hợp đồng bảo hiểm nhà ở không đề cập đến thiệt hại do động đất.
Hầu hết các chính sách bảo hiểm động đất có tính khấu trừ cao, làm cho loại hình bảo hiểm này trở nên hữu ích khi toàn bộ ngôi nhà bị phá hủy hoàn toàn, nhưng không có ích nếu ngôi nhà chỉ bị hư hỏng một vài phần. Mức giá phụ thuộc vào vị trí và xác suất mất mát do trận động đất gây ra. Giá có thể rẻ hơn đối với ngôi nhà làm bằng gỗ, khi mà nó có thể chống lại sức ép động đất tốt hơn so với ngôi nhà được làm bằng gạch.
Trong quá khứ, mất mát do trận động đất được định mức giá bằng một bộ dữ liệu cực lớn và chủ yếu dựa trên đánh giá từ các chuyên gia. Ngày nay, nó được ước tính bằng cách sử dụng một Tỷ Lệ Thiệt hại (Damage Ratio: DR), là tỷ lệ giữa số tiền thiệt hại động đất với tổng giá trị của một tòa nhà. Một phương pháp khác là sử dụng HAZUS, một phương pháp máy tính để ước tính tổn thất.
Như với bảo hiểm lũ lụt hoặc bảo hiểm thiệt hại từ một cơn bão hay các thảm họa quy mô lớn khác, các công ty bảo hiểm đã phải cẩn trọng lựa chọn loại bảo hiểm này, bởi vì một trận động đất đủ mạnh có thể phá hủy một ngôi nhà cũng như toàn bộ ngôi nhà trong vùng xảy ra thảm họa. Nếu một công ty có chính sách bảo hiểm bằng văn bản trên một số lượng lớn nhà ở trong một thành phố cụ thể, sau đó một trận động đất có sức tàn phá sẽ làm nguồn lực của công ty nhanh chóng cạn kiệt. Các công ty bảo hiểm đã dành nhiều thời gian và công sức nghiên cứu, nỗ lực hướng tới quản lý rủi ro để tránh xảy ra tình huống như vậy.
Tại Hoa Kỳ, các công ty bảo hiểm sẽ ngừng bán bảo hiểm trong vài tuần sau một trận động đất lớn. Do các cơn dư chấn gây hư hại có thể xảy ra sau trận động đất ban đầu, và hiếm khi là tiền chấn. Mặc dù dư chấn nhỏ hơn về độ lớn, chúng lệch khỏi chấn tâm. Nếu dư chấn gần hơn đến một khu vực đông dân cư, nó có thể gây thiệt hại lớn hơn trận động đất ban đầu. Một ví dụ là trận động đất Christchurch năm 2011 ở New Zealand làm 185 người chết xảy ra sau một trận động đất lớn hơn và xa hơn nhiều khi mà không có tử vong nào cả.